# Atipakondre
Atipakondre es una villa a orillas del río Tapanahoni en la zona centro-este de Surinam. Se encuentra ubicada en el distrito de Sipaliwini, a unos 100 m sobre el nivel del mar. Su población es aproximadamente 70 habitantes.
Se encuentra a unos 213 km al sur de Paramaribo. Entre las localidades y villas vecinas se encuentran Ajitikondre, y Abetwokondre. A unos 60 km al noreste Atipakondre se encuentra la pista de aterrizaje de Stoelmanseiland sobre la frontera con la Guayana Francesa.